# حسن‌آباد تنگ بیدکان
حسن‌آباد تنگ بیدکان، یکی از روستاهای  های شهر مبارکه است]] شهرستان مبارکه در استان اصفهان ایران است.این روستا به خاطر محصولات کشاورزی همچون انگور و هندوانه شهرهٔ خاص و عام است.ساخته شدن مجتمع فولاد مبارکه در جوار این روستا فرصت‌های شغلی شایانی را برای مردم روستا فراهم کرده‌است.
این روستا به واسطه وسعت زمینی ، خانه های بزرگ ، خیابانها و کوچه های پهناور و فراخ ، دارای رکورد پهناورترین روستای ایران است .

## جمعیت
این روستا در شهرستان مبارکه قرار دارد و براساس سرشماری مرکز آمار ایران در سال ۱۳۸۵، جمعیت آن ۳٬۰۲۴ نفر (۸۰۸خانوار) بوده‌است.ولی به دلیل صنعتی بودن منطقه جمعیت روستا در سال‌های اخیر رشد صعودی و چشمگیری داشته‌است.